# 丁吉角
丁吉角（英語：Dinghy Point），是南極洲的海岬，位於南喬治亞群島，處於奧拉夫王子港南部，在1929年由英國研究隊繪入地圖和命名，由英國海外領土管轄。